# Sharing Your Love
Sharing Your Love è il terzo album in studio del gruppo musicale italo-statunitense Change, pubblicato nel 1982.

## Tracce
1. The Very Best in You – 5:42
2. Hard Times (It's Gonna Be Alright) – 5:21
3. Oh What a Night – 5:26
4. Promise Your Love – 4:28
5. Everything and More – 4:21
6. Sharing Your Love – 6:03
7. Take You to Heaven – 5:26
8. Keep On It – 5:38
9. You're My Number 1 – 4:21
10. You're My Girl – 4:07

## Classifiche
| Classifiche (1982)        | Posizione massima |
| ------------------------- | ----------------- |
| Stati Uniti               | 66                |
| Stati Uniti (R&B/hip-hop) | 14                |